# مصطفینو (شهرستان آئورگازینسکی، باشقیرستان)
مصطفینو (به لاتین: Mustafino) یک منطقهٔ مسکونی در روسیه است که در باشقیرستان واقع شده‌است.